# Banchus russiator
Banchus russiator är en stekelart som beskrevs av Aubert 1981. Banchus russiator ingår i släktet Banchus och familjen brokparasitsteklar. Inga underarter finns listade.